# Laurent Brochard
Laurent Brochard (Le Mans, 26 marzo 1968) è un ex ciclista su strada francese, vincitore della prova in linea al campionato del mondo su strada 1997 a San Sebastián.

## Carriera
Passato professionista nel 1992, corse fino al termine della stagione 2007, a 39 anni compiuti. Fra le sue 48 vittorie, la più importante è il campionato del mondo del 1997. Questo successo fu in parte oscurato dallo scandalo doping che travolse la sua squadra, la Festina, nel corso del Tour de France del 1998, che ebbe come conseguenza una squalifica per lui di sei mesi.

## Palmarès
- 1992

3ª tappa Tour Méditerranéen
10ª tappa Mi Août Bretonne
- 1993

2ª tappa Tour Méditerranéen
- 1994

Tour du Haut-Var
5ª tappa Regio-Tour (open)
Classifica generale Regio-Tour (open)
Classifica generale Circuit de la Sarthe
- 1995

3ª tappa Tour de l'Ain (open)
- 1996

1ª tappa Tour du Limousin
2ª tappa Tour du Limousin
Classifica generale Tour du Limousin
- 1997

3ª tappa Grand Prix du Midi Libre
5ª tappa Grand Prix du Midi Libre
6ª tappa Grand Prix du Midi Libre
9ª tappa Tour de France
Campionati del mondo, Prova in linea Elite
- 1998

6ª tappa Grand Prix du Midi Libre
- 1999

9ª tappa Vuelta a España
- 2000

Parigi-Bourges
Route Adélie de Vitré
3ª tappa Critérium International
2ª tappa Parigi-Nizza
- 2001

Parigi-Camembert
Grand Prix de Villers-Cotterêts
- 2002

4ª tappa Rothaus Regio-Tour
Classifica generale Rothaus Regio-Tour
7ª tappa Giro di Polonia
Classifica generale Giro di Polonia
4ª tappa Grand Prix du Midi Libre
- 2003

Parigi-Camembert
2ª tappa Critérium International
Classifica generale Critérium International
5ª tappa Vuelta a Castilla y León
- 2004

4ª tappa Étoile de Bessèges
Classifica generale Étoile de Bessèges
3ª tappa Circuit de la Sarthe
- 2005

Parigi-Camembert
- 2007

2ª tappa Tour de Luxembourg

### Altri successi
- 1994

Classifica scalatori Quatre Jours de Dunkerque
- 1995

Classifica scalatori Tour du Limousin
- 1996

Classifica scalatori Parigi-Nizza
- 1998

Classifica scalatori Tour Méditerranéen
- 2000

Classifica scalatori Parigi-Nizza
- 2001

Classifica sprint Circuit de la Sarthe
Classifica generale Coppa di Francia
- 2003

Classifica punti Critérium International
Classifica traguardi volanti Vuelta a Castilla y León
Classifica punti Parigi-Nizza
- 2007

Classifica punti Tour Down Under
Classifica scalatori Tour de Romandie

## Piazzamenti

### Grandi Giri
- Giro d'Italia

1993: 27º
1994: 55º
- Tour de France

1993: 44º
1995: 28º
1996: 18º
1997: 31º
1998: non partito (7ª tappa)
1999: 77º
2001: 23º
2002: 26º
2003: 33º
2004: 29º
2005: 28º
2006: non partito (10ª tappa)
- Vuelta a España

1997: 19º
1998: 33º
1999: 43º
2000: 32º

### Competizioni mondiali
- Campionati del mondo

Agrigento 1994 - In linea: 52º
Duitama 1995 - In linea: ritirato
Lugano 1996 - In linea: 28º
San Sebastián 1997 - In linea: vincitore
Verona 1999 - In linea: 34º
Plouay 2000 - In linea: 47º
Lisbona 2001 - In linea: 46º
Zolder 2002 - In linea: 43º
Hamilton 2003 - In linea: 24º
Verona 2004 - In linea: ritirato
Madrid 2005 - In linea: 18º
- Giochi olimpici

Atlanta 1996 - In linea: 17º
Atlanta 1996 - Cronometro: 20º
Sydney 2000 - In linea: 45º
Atene 2004 - In linea: 44º

## Riconoscimenti
- Vélo d'Or della rivista Vélo Magazine nel 1997